# Regenerador
El regenerador es un tipo de repetidor utilizado para la transmisión digital en el campo de las telecomunicaciones.

## Introducción

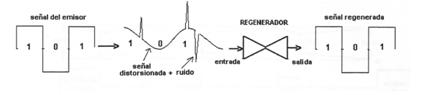
Influencia del ruido y la distorsión en la señal.

La energía de las señales que se transmiten por el canal se pueden recuperar de dos modos distintos: mediante la regeneración y mediante la amplificación, estos dos procesos están asociados a dos tipos de repetidores diferentes: los amplificadores y los regeneradores.
El regenerador es un tipo de repetidor (dispositivo eléctrico) diseñado para las transmisiones digitales, que obtiene a la salida del mismo impulsos idénticos a los del emisor de la fuente, aunque en su entrada los impulsos estén distorsionados y contaminados por el ruido.
Además, los regeneradores se utilizan, cuando la naturaleza de las señal que se transmite por el canal es digital.

## Principio de regeneración
Cuando una señal digital atraviesa un canal, la señal recibida por el receptor está degradada debido a los efectos de la distorsión y el ruido.La regeneración es un procedimiento que nos permite recuperar una señal idéntica a la del emisor (como se observa en la foto de abajo) mediante el uso del regenerador. Este procedimiento, es solo aplicable a señales de línea digitales.
Principio de regeneración: El principio de Regeneración, implica la detección de la señal de línea que se recibe y la creación de una nueva señal con forma rectangular limpia para su transmisión(como se ve en la figura). Además, también es necesario extraer la señal de reloj de sincronismo a partir de la señal de línea emitida.
La regeneración de las señales digitales, es todo lo que se necesita para restaurar la señal a su forma original, es decir, no es necesario amplificar, ecualizar, ni procesar en alguna otra forma. El hecho de que la señal se pueda regenerar perfectamente mediante este procedimiento, es la razón por la cual la transmisión digital produce señales de alta calidad.

## Influencia del regenerador en la relación S/N
La relación señal ruido (S/N) a la salida de un regenerador es, exactamente, la que había a la salida de un terminal de transmisión (emisor de la fuente) o a la salida de regenerador anterior. 
El uso de estos dispositivos, intercalados en el canal, no degrada la relación S/N por lo que su valor se mantiene constante a lo largo de todas las secciones de repetición. Por tanto, se concluye que un canal digital puede alcanzar cualquier distancia con tal de disponer de un número suficiente de regeneradores.
El ruido, la distorsión y la atenuación de la señal recibida a la entrada de cada regenerador, es decir, la relación S/N, depende entre otros factores de la longitud de las secciones de regeneración. Las secciones demasiado largas tienen una mala relación S/N que se manifiesta porque se producen muchos errores. En cambio, si acortamos las secciones se disminuye la atenuación y el ruido y en consecuencia se mejora la relación S/N.

## Amplificador vs regenerador
En esta tabla se muestran las diferencias entre los regeneradores y los amplificadores.
| REGENERADOR | AMPLIFICADOR | AMPLIFICADOR |
| --- | --- | ------------ |
| Obtiene a la salida del regenerador impulsos idénticos a los del emisor de la fuente, aunque en la entrada estén contaminados y distorsionados por el ruido                                                        | Obtiene a la salida del amplificador una señal que conserva su aspecto, independientemente de que se parezca o no a la señal emitida por el emisor                |              |
| Los regeneradores recuperan la señal del emisor, sin afectar al ruido | Los amplificadores amplifican tanto el ruido como la señal |              |
| El canal digital utiliza regeneradores | El canal analógico utiliza amplificadores |              |
| La relación (S/N) señal ruido a la salida del regenerador es la misma que la que hay a la salida del regenerador anterior o a la salida del emisor, es decir, como si hubiera instalado un emisor en cada receptor | La relación (S/N) señal ruido a la salida del amplificador es del mismo orden que la de su entrada, pero mucho peor que la relación (S/N) de la sección anterior. |              |